# Eishockey-Landesliga Bayern 2013/14
Die Eishockey-Landesliga Bayern 2013/14 wurde unter dem Dach des Bayerischen Eissportverbandes (BEV) organisiert und ist nach der DEL, 2. Bundesliga, Oberliga und Bayernliga eine der fünfthöchsten Spielklassen im deutschen Eishockey.

## Saisonverlauf
Die Eishockey-Landesliga 2013/14 war die 66. Ausspielung dieser Liga. Meister sowie Aufsteiger in die Bayernliga 2014/15 wurde der EV Landsberg und Vizemeister, ohne Aufstiegsrecht, der EV Pegnitz. Absteiger gab es keine.

### Modus
In der Saison 2013/14 spielte die Landesliga wie im Vorjahr in zwei Gruppen Nord/Ost und Süd/West. Dabei umfasste die Gruppe Nord/Ost Franken, die Oberpfalz, Niederbayern und das nördliche und das östliche Oberbayern; die Gruppe Süd/West Schwaben und den restlichen Teil vom Oberbayern.
Wie bisher spielten die beiden Gruppen jeweils eine Einfachrunde aus. Die Teilnehmer an den Play-offs zur Ermittlung des Bayerischen Landesliga-Meisters und der Modus dafür hingen davon ab, ob einer oder beide Gruppensieger auf den Aufstieg in die Bayernliga verzichteten.
- Ermittlung der Aufsteiger in die Bayernliga und des Landesligameisters:
  - Es qualifizierten sich die jeweils beiden Bestplatzierten aus den Teilnehmern auf Platz 1 bis 3 jeder Gruppe, die nicht auf den Aufstieg verzichtet haben, für die Play-Offs. Sollten in einer Gruppe dadurch nicht genügend Teilnehmer bereitstehen, rücken die nicht verzichtenden und nicht qualifizierten Teilnehmer auf den Plätzen 1 bis 3 der anderen Gruppe nach.
    - Da der Zweitplatzierte von Gruppe N/O seinen Aufstiegsverzicht erklärte, konnte der Drittplatzierte dieser Gruppe als Nachrücker an den Playoffs Teilnehmen.

- Die 1. Runde der Playoffs wurde überkreuz (Bestplatzierter Süd/West gegen zweitplatzierter Nord/Ost und umgekehrt) in Hin- und Rückspiel ausgespielt. Die Sieger der 1. Runde spielen in Hin- und Rückspiel das Finale aus. Im Gegensatz zur Saison 2012/13 entfielen die Spiele um Platz 3 und 4.
  - Der Sieger des Finales war Bayerischer Landesligameister und im Gegensatz zur Saison 2012/13 der einzige Direktaufsteiger in die Bayernliga.

Am Ende der Saison wären die beiden Letztplatzierten pro Gruppe als sportliche Absteiger in die Bezirksliga festgestanden. Da es nicht genügend Aufsteiger oder Nachrücker aus der Bezirksliga zum Erreichen der Sollstärke von 14 Teams der jeweiligen Landesliga-Gruppe gab, konnten die sportlichen Absteiger in der Landesliga 2014/15 verbleiben.

## Teilnehmer
Nicht mehr dabei waren die Aufsteiger der Vorsaison. Neu hinzukamen zwei Aufsteiger aus der Bezirksliga. Der Bayernligaabsteiger ESV Königsbrunn hat sich in die Bezirksliga zurückgezogen.

### Platzierungen Hauptrunde
| Landesliga Nord/Ost | Landesliga Süd/West |
| --- | --- |
|  1. EV Pegnitz - 2. EV Dingolfing - 3. ESC Vilshofen - 4. EHF Passau (N) - 5. SE Freising - 6. ERSC Amberg - 7. TSV Trostberg - 8. EC Bad Kissingen - 9. VER Selb 1b - 10 EV Regensburg 1b - 11 DEC Frillensee Inzell - 12 ERSC Ottobrunn |  1. HC Landsberg - 2. ESC Geretsried - 3. EV Bad Wörishofen - 4. EV Pfronten - 5. EHC Bad Aibling - 6. SG Oberstdorf/Sonthofen 1b - 7. EA Schongau (N) - 8. ESV Burgau 2000 - 9, ESC Kempten - 10 EV Fürstenfeldbruck - 11 EC Bad Tölz 1b - 12 SC Forst - 13 SC Riessersee 1b - 14 ESC Holzkirchen |

Playoffteilnehmer fett gedruckt, (N) = Neu in der Liga/Aufsteiger
  Bayerischer LL-Meister und Aufsteiger  Bayerischer LL-Vizemeister

### Meister-Playoffs
Die Halbfinal- und Finalspiele wurden im Best-of-Two-Modus ausgetragen.
|  | Halbfinale | Halbfinale     | Halbfinale | Halbfinale | Halbfinale |  |  | Finale | Finale       | Finale | Finale | Finale |
|  |            |                |            |            |            |  |  |        |              |        |        |        |
|  |            |                |            |            |            |  |  |        |              |        |        |        |
|  | N/O1       | EV Pegnitz     | 5          | 3          | 8          |  |  |        |              |        |        |        |
|  | S/W2       | TuS Geretsried | 3          | 0          | 3          |  |  |        |              |        |        |        |
|  |            |                |            |            |            |  |  | N/O1   | EV Pegnitz   | 2      | 1      | 3      |
|  |            |                |            |            |            |  |  | S/W1   | EV Landsberg | 4      | 5      | 9      |
|  | S/W1       | EV Landsberg   | 3          | 4          | 7          |  |  |        |              |        |        |        |
|  | N/O3       | ESC Vilshofen  | 3          | 2          | 5          |  |  |        |              |        |        |        |
|  |            |                |            |            |            |  |  |        |              |        |        |        |

- Bayerischer Landesligameister mit Aufstiegsrecht EV Landsberg
- Bayerischer Landesliga-Vizemeister EV Pegnitz